# Triomfboog (Pyongyang)
De Triomfboog in Pyongyang (Koreaans: 개선문, Kaesŏnmun) werd gebouwd om het Koreaanse verzet tegen Japan tussen 1925 en 1945 te vieren. Hij is met zestig meter hoog en vijftig meter breed, de op een na grootste triomfboog van de wereld op het monument voor de Revolutie in Mexico-Stad, Mexico na.
Het monument werd in 1982 gebouwd aan de voet van de Moranbong (모란봉) in de Noord-Koreaanse hoofdstad Pyongyang, om Kim Il-sungs rol in de Koreaanse afhankelijkheidsstrijd te eren en te verheerlijken. Het werd op zijn 70e verjaardag ingehuldigd.

## Ontwerp
De boog is ontworpen naar voorbeeld van de Arc de Triomphe in Parijs, maar is tien meter hoger en heeft talloze kamers, borstweringen, observatieplatformen en liften. Hij heeft ook vier gewelfde toegangspoorten, alle 27 meter hoog en gedecoreerd met azalea's in de omtrek. In de boog zijn de revolutionaire lofzang "Lied van generaal Kim Il-sung" en de jaren 1925 en 1945 gegraveerd. De boog wordt verlicht in de nacht.

## Galerij

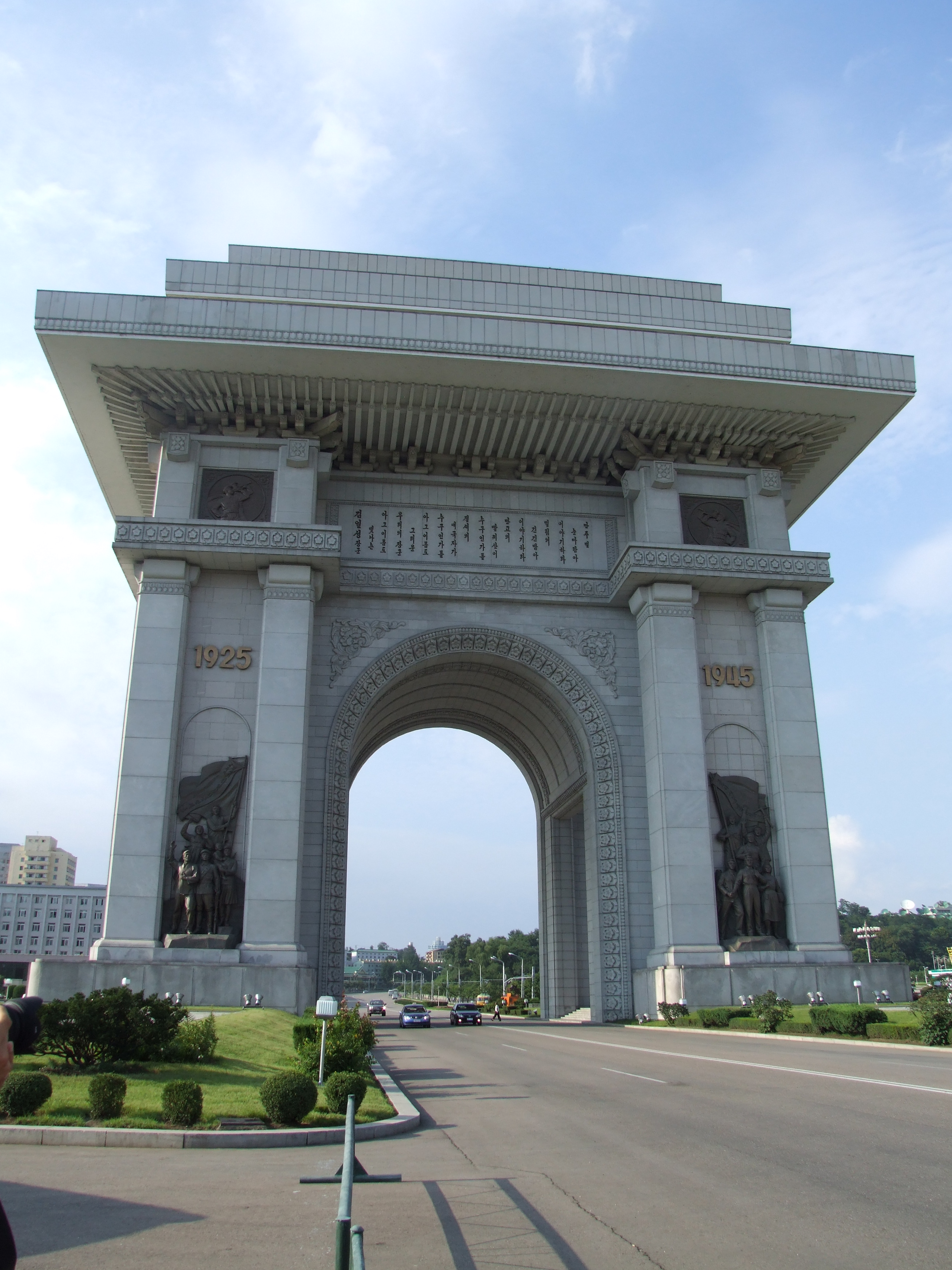
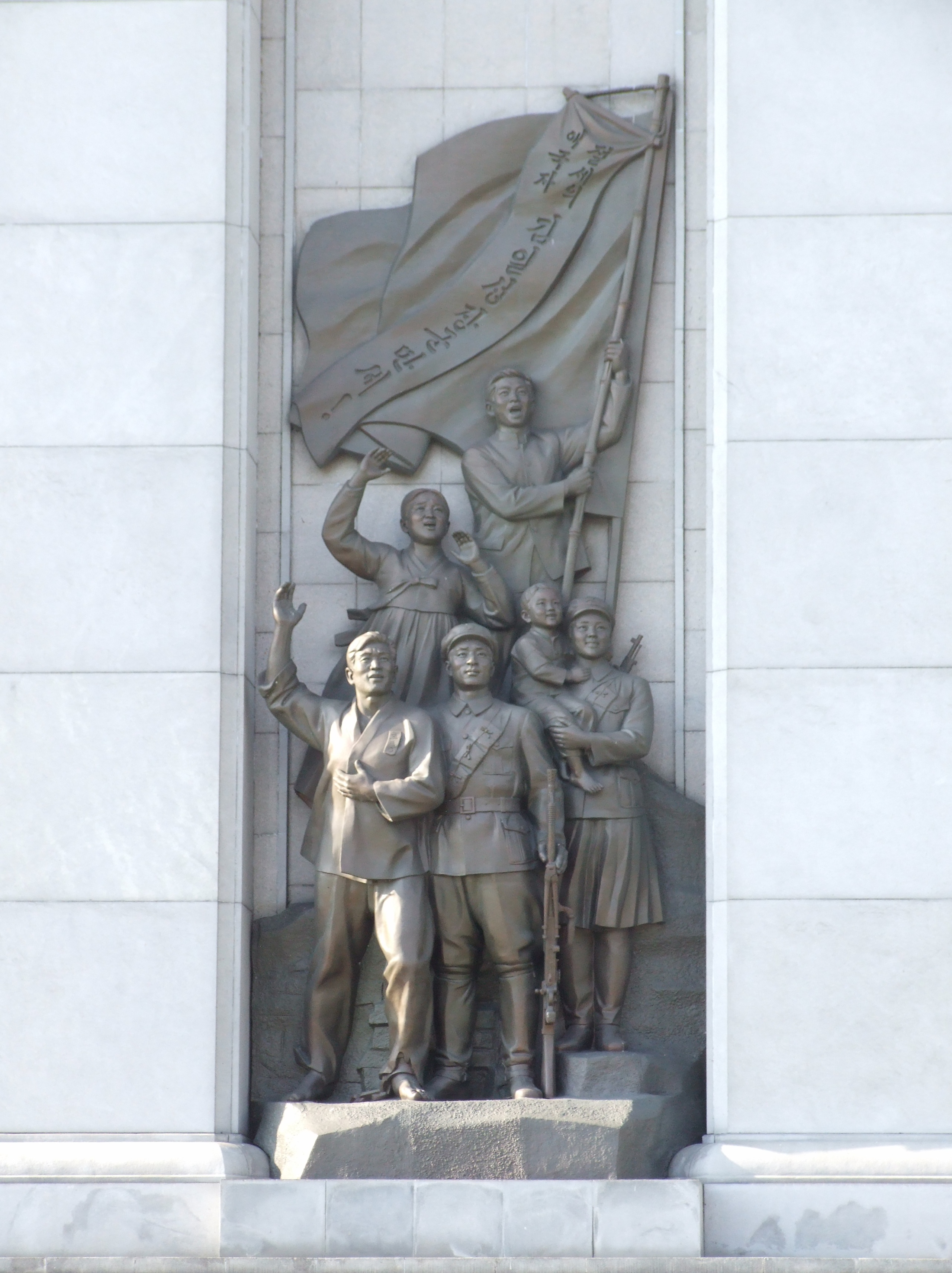
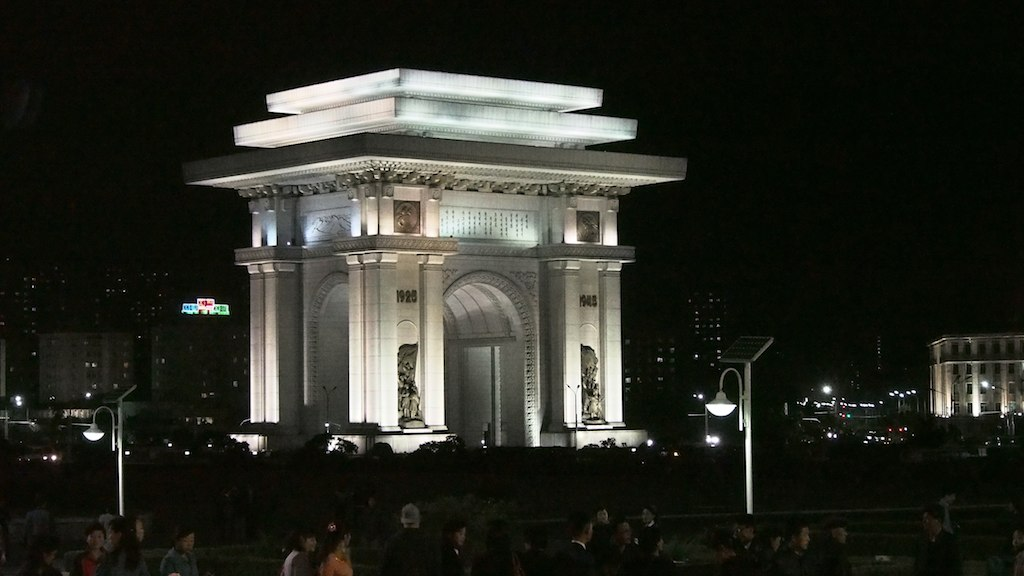
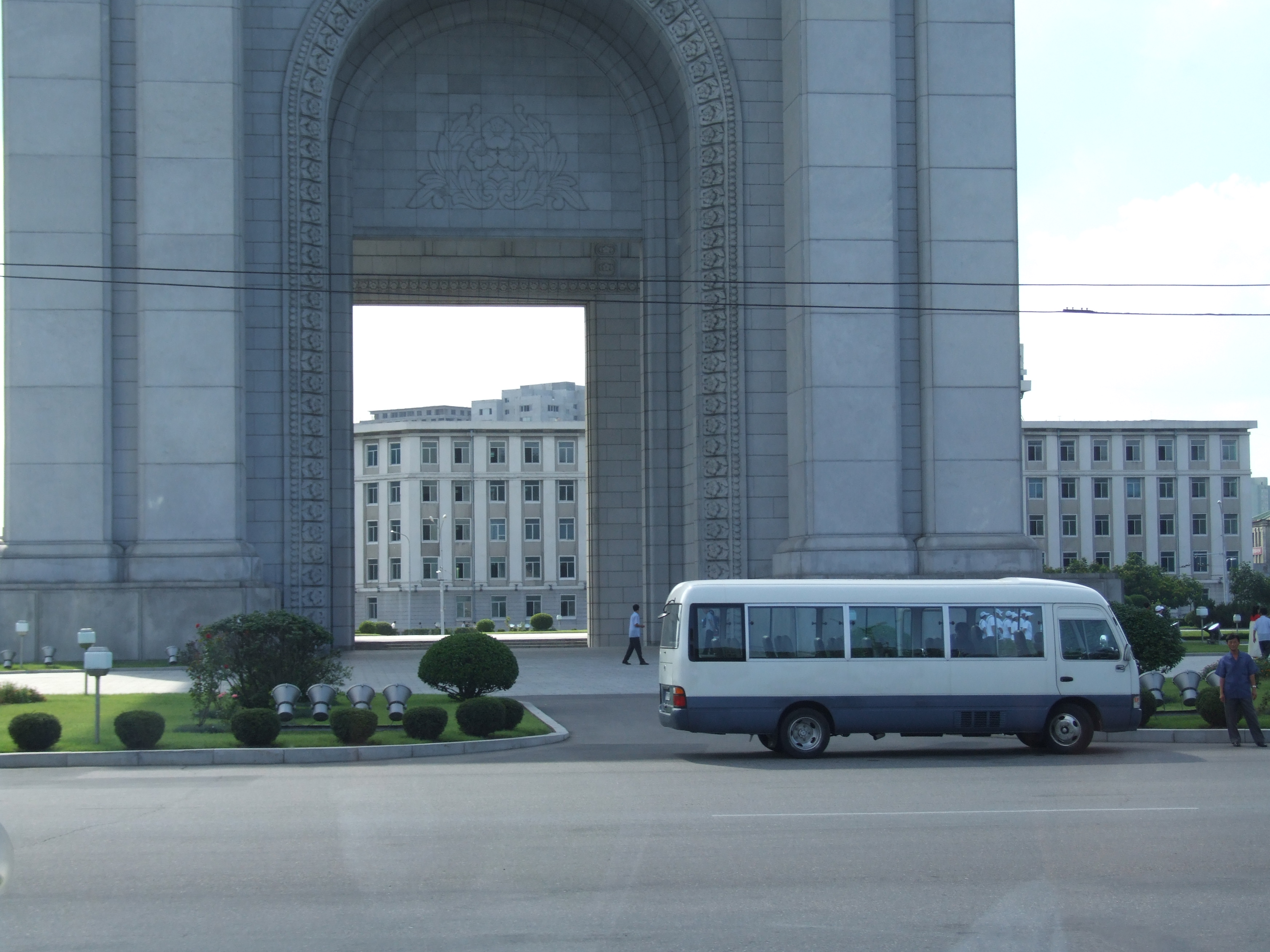
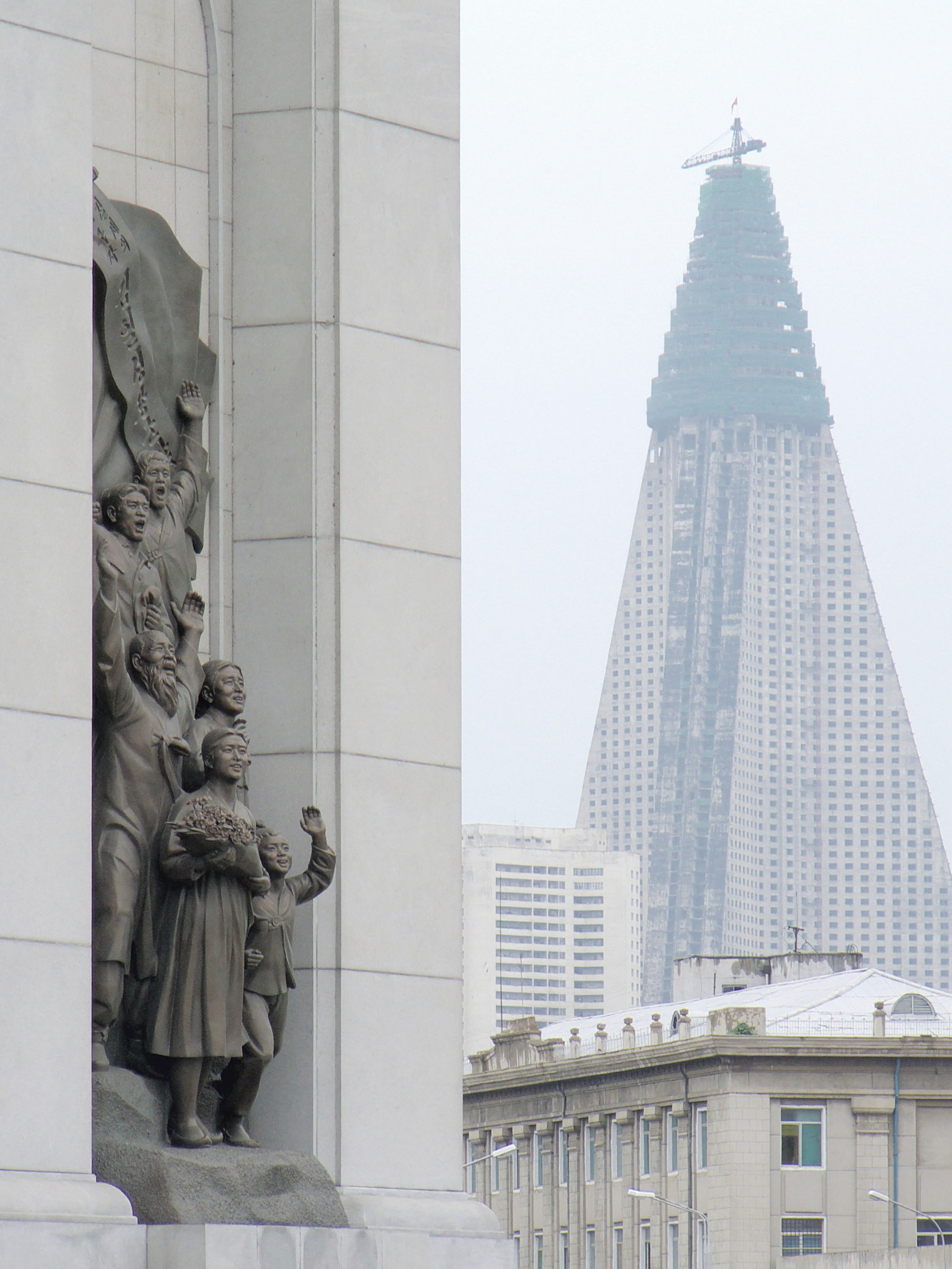